# Max Planck
(Max Planck)
Max Planck, nato Marx Karl Ernst Ludwig Planck (Kiel, 23 aprile 1858 – Gottinga, 4 ottobre 1947) è stato un fisico tedesco, iniziatore della fisica quantistica e premio Nobel nel 1918.

## Biografia
Nacque da una famiglia di giuristi e pastori protestanti; il padre, il giurista Julius Wilhelm Planck, partecipò alla redazione del codice civile tedesco. Si trasferì a Monaco per frequentare il ginnasio, per poi andare alle università di Monaco e di Berlino. Ottenne una cattedra nelle Università di Kiel e di Berlino.
Fu anche un ottimo pianista, si interessò di problemi filosofici e fu attivo fino a tarda età. La sua vita fu turbata dalla morte delle figlie Emma e Grete in giovane età (1916-1919) per malattia, del figlio maggiore Karl nella battaglia di Verdun e poi del figlio Erwin, impiccato nel 1945 dai nazisti perché coinvolto nell'attentato di luglio contro Hitler. La morte di Erwin fu per lui un colpo durissimo;  affermò: «Erwin era una parte preziosissima del mio essere. Era il mio sole, il mio orgoglio, la mia speranza. Non ci sono parole che possano esprimere che cosa ho perso con lui.» Solo Hermann, uno dei cinque figli avuti dal primo matrimonio con Marie Merck, deceduta nel 1909, gli sopravvisse. Planck si risposò con Marga von Hösslin.
Fu un fervente religioso e per via dell'importanza che attribuiva alla religione lanciò critiche agli atei. Affermò: «Tutta la materia ha origine ed esiste solo in virtù di una forza che porta la particella di un atomo a vibrare e mantenere il sistema solare insieme. Dobbiamo supporre che dietro questa forza ci sia una mente cosciente ed intelligente, matrice di tutta la materia».
Riguardo alla relazione tra scienza e religione, in "Conoscenza del mondo fisico", scrisse: "Scienza e religione non sono in contrasto, ma hanno bisogno una dell'altra per completarsi nella mente di un uomo che riflette seriamente".

### Carriera scientifica

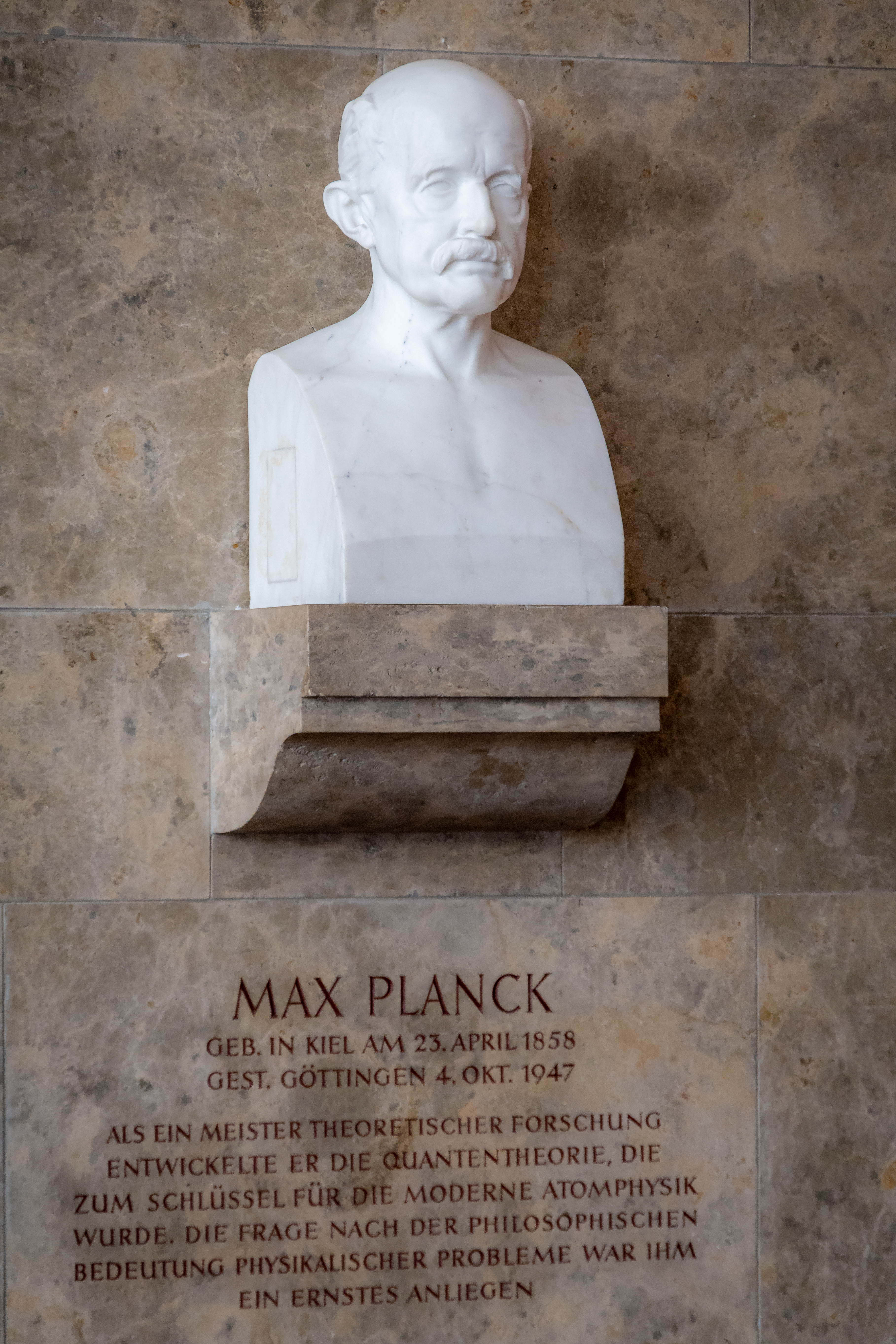
Busto di Max Planck al Deutsches Museum di Monaco di Baviera

Nel 1900 Planck enunciò che gli scambi di energia nei fenomeni di emissione delle radiazioni elettromagnetiche non avvengono in forma continua, come sosteneva la teoria elettromagnetica classica, ma in forma discreta e proporzionale alla loro frequenza di oscillazione secondo una costante universale. Nel 1901 passò dall'ipotesi quantistica alla vera e propria teoria quantistica: gli atomi assorbono ed emettono radiazioni in modo discontinuo, cioè per quantità di energia finite e discrete. In tal modo anche l'energia può essere concettualmente rappresentata, come la materia, sotto forma di granuli indivisibili: i quanti. La teoria gli valse il premio Nobel per la fisica nel 1918.
Nel 1929 gli fu assegnata la Medaglia Copley.

### Carriera accademica
Con il completamento della sua tesi di abilitazione, Planck divenne un Privatdozent non retribuito (grado accademico tedesco paragonabile ad un assistente professore) a Monaco, in attesa che gli fosse offerto un posto accademico. Sebbene inizialmente ignorato dalla comunità accademica, proseguì il suo lavoro nel campo della teoria del calore e scoprì uno dopo l'altro lo stesso formalismo termodinamico di Gibbs senza rendersene conto. Le idee di Clausius sull'entropia occupavano un ruolo centrale nel suo lavoro.
Nell'aprile 1885, l'Università di Kiel nominò Planck professore associato di fisica teorica. Seguirono ulteriori lavori sull'entropia, specialmente se applicati in chimica fisica. Pubblicò il suo trattato sulla termodinamica nel 1897. Propose una base termodinamica alla teoria della dissociazione elettrolita di Svante Arrhenius.
Nel 1889 fu nominato successore della posizione di Kirchhoff presso la Università Humboldt di Berlino e nel 1892 divenne professore ordinario. Nel 1907 a Planck fu offerta la cattedra lasciata vacante dalla morte di Boltzmann a Vienna, ma rifiutò e rimase a Berlino. Durante il 1909, come professore all'Università di Berlino, fu invitato a diventare Ernest Kempton Adams Lecturer in fisica teorica presso la Columbia University di New York City. Una serie delle sue conferenze sono state tradotte e co-pubblicate dal professore della Columbia University A. P. Wills. Si ritirò da Berlino il 10 gennaio 1926 e gli succedette Erwin Schrödinger.

### Einstein e la teoria della relatività
Nel 1905 i tre documenti di Albert Einstein furono pubblicati sulla rivista Annalen der Physik e Planck fu tra i pochi che riconobbero immediatamente il significato della teoria della relatività ristretta. Grazie alla sua influenza, questa teoria fu presto ampiamente accettata in Germania.
L'ipotesi di Einstein dei quanti di luce (fotoni), basata sulla scoperta dell'effetto fotoelettrico da parte di Heinrich Hertz del 1887, fu inizialmente respinta da Planck. Non era disposto a scartare completamente la teoria dell'elettrodinamica di Maxwell.
Nel 1910 Einstein indicò il comportamento anomalo del calore specifico alle basse temperature come un altro esempio di un fenomeno che sfida la spiegazione della fisica classica. Planck e Nernst, cercando di chiarire il numero crescente di contraddizioni, organizzarono il primo congresso Solvay (Bruxelles 1911). In questo incontro Einstein riuscì a convincere Planck.

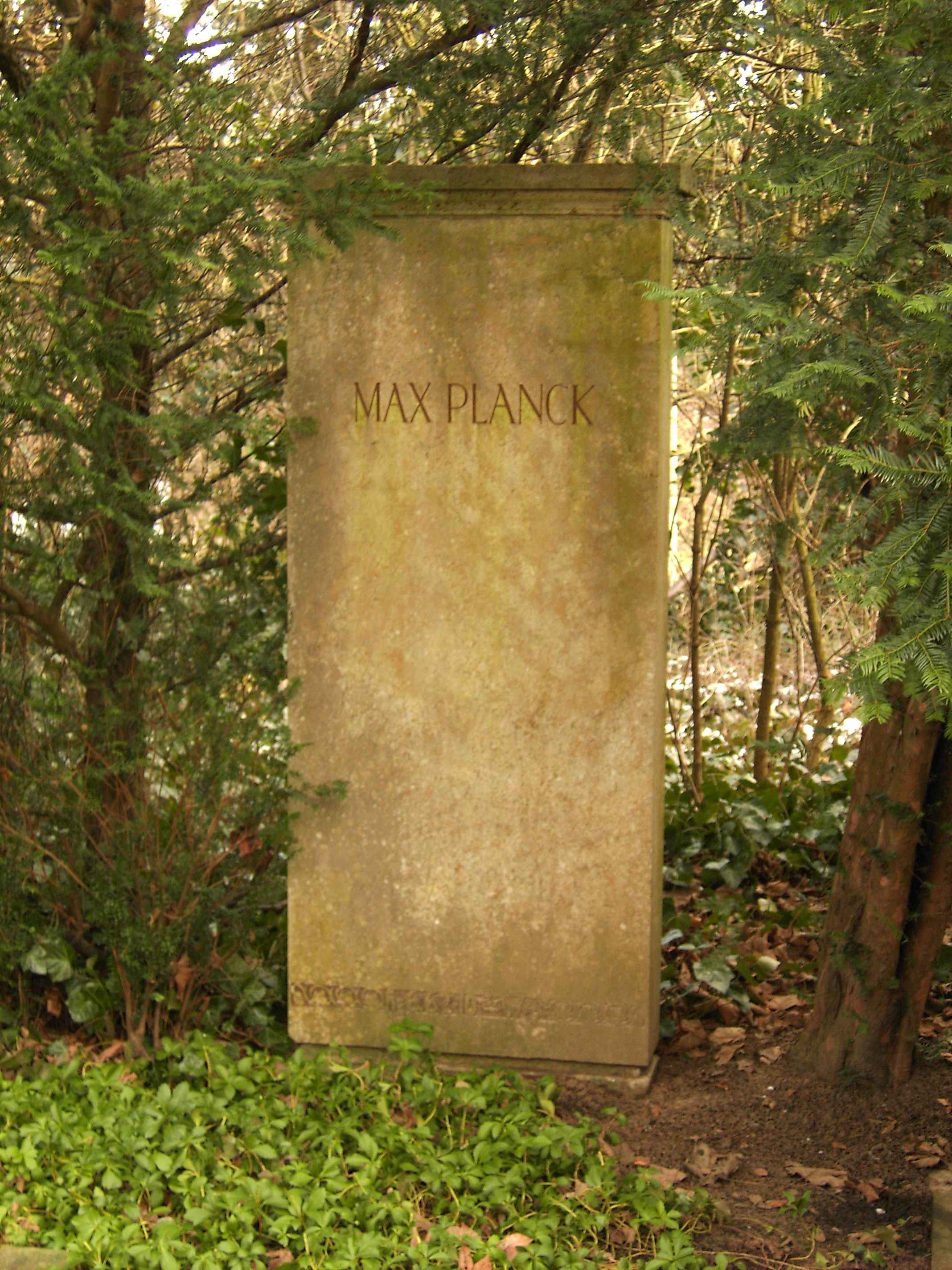
La tomba di Planck a Gottinga

Nel frattempo, Planck era stato nominato decano dell'Università di Berlino, per cui gli fu possibile chiamare Einstein a Berlino e istituire una nuova cattedra per lui (1914). Ben presto i due scienziati divennero amici intimi e si incontrarono spesso per suonare insieme musica.

### I rapporti con il nazismo
Con l'avvento dei nazisti al potere, il clima in tutto il Paese divenne particolarmente difficile per gli ebrei. Planck non entrò mai in reale conflitto con le politiche della Germania di Hitler, anzi espresse le sue posizioni in disaccordo con Einstein, che nelle interviste si rammaricava della situazione tedesca. Il 19 marzo 1933 Planck scrisse una lettera a Einstein in cui esprimeva il suo disagio per le "voci di ogni sorta che sono circolate in questo periodo in quiete difficile sulle sue dichiarazioni pubbliche private di natura politica. […] queste notizie rendono oltremodo arduo per tutti coloro che la stimano e la venerano prendere posizione in suo favore." Secondo Planck le dichiarazioni di Einstein avevano reso peggiore e difficile la situazione dei suoi "fratelli di razza e di religione."
Il 16 maggio 1933, in qualità di presidente della Società Kaiser Wilhelm, ebbe un colloquio con Hitler e gli disse che "ci sono diversi tipi di ebrei, alcuni preziosi per il genere umano e altri di nessun valore" e che secondo lui era giusto fare distinzione. Questa posizione nasceva a seguito dell'espulsione di massa di professori e ricercatori, impossibilitati al mantenimento di lavori presso le pubbliche istituzioni. Hitler rispose: «Un ebreo è un ebreo; tutti gli ebrei si attaccano come sanguisughe. Dovunque c'è un ebreo, immediatamente si radunano altri ebrei di tutti i tipi».
Planck successivamente tornò a insistere, dicendo a Hitler che l'espulsione degli ebrei sarebbe stata dannosa per la scienza tedesca. Hitler, incollerito, rispose: «Le nostre politiche nazionali non saranno revocate o modificate, nemmeno per gli scienziati. Se il licenziamento degli ebrei significa l'annichilimento dell'attuale scienza tedesca, saremo senza scienza per alcuni anni!»

## Il nome

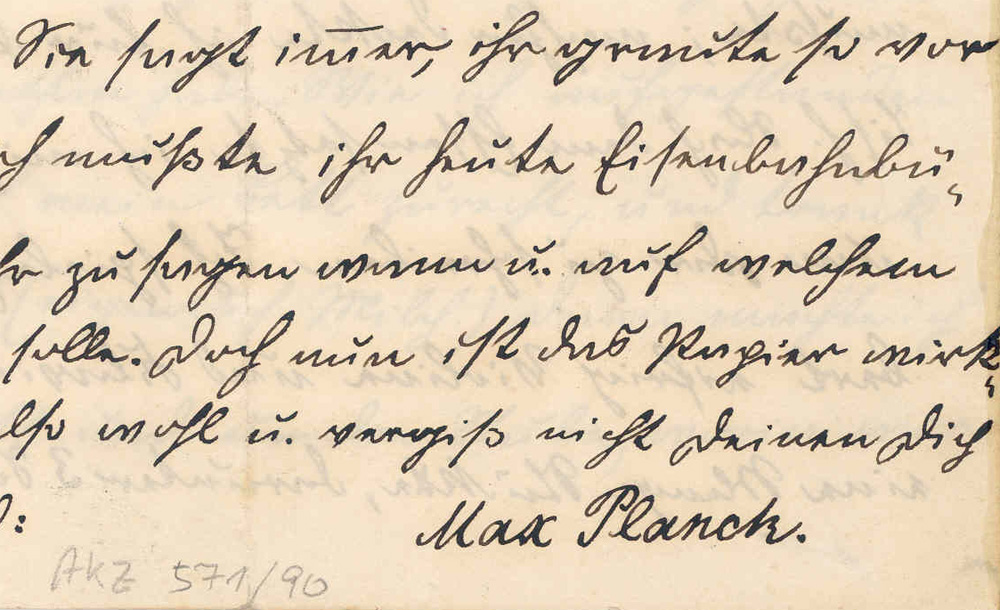
La firma di Max Planck a dieci anni

Nell'aprile 2008 è stato scoperto che in realtà il primo dei suoi nomi battesimo (Rufname in tedesco) era Marx, un'abbreviazione di Markus in disuso, e non semplicemente Max, nome con cui è generalmente conosciuto. La scoperta è stata pubblicata da Der Spiegel e si basa su due diversi documenti ecclesiastici, tra cui il certificato di battesimo di Planck, regolarmente firmato dal pastore di Kiel ed avente pieno valore legale.
Commentando la notizia, il dottor Lorenz Beck della Società Max Planck ha confermato l'originalità dei documenti, ma ha anche fornito prove del fatto che già a dieci anni Planck si firmava come Max, sostenendo che la R potrebbe essere andata persa con il trasferimento della famiglia a Monaco di Baviera; inoltre ha fatto notare che Planck, che peraltro politicamente era di simpatie conservatrici (quindi assolutamente non in linea con le teorie di Karl Marx), non usò mai il nome Marx in tutta la sua vita.

## Riconoscimenti
- 1918 Premio Nobel per la fisica
- 1925 Medaglia dell'Ordine di Massimiliano per le scienze e le arti
- 1926 Membro straniero dell'Accademia nazionale delle scienze
- 1927 Medaglia Lorentz
- 1929 Medaglia Max Planck
- 1929 Medaglia Copley
- 1945 Premio Goethe

A Plank sono stati dedicati:
- L'asteroide 1069 Planckia
- La Società Max Planck
- Un Cratere sulla luna
- Il Planck Surveyor
- L'Istituto Max Planck di astronomia, centro di ricerca ad Heidelberg.
- L'Istituto Max Planck di fisica del plasma, centro di ricerca a Garching bei München
- L'Istituto Max Planck di matematica, centro di ricerca a Bonn
- L'Istituto Max Planck per la biologia cellulare e la genetica, centro di ricerca a Dresda

## Opere

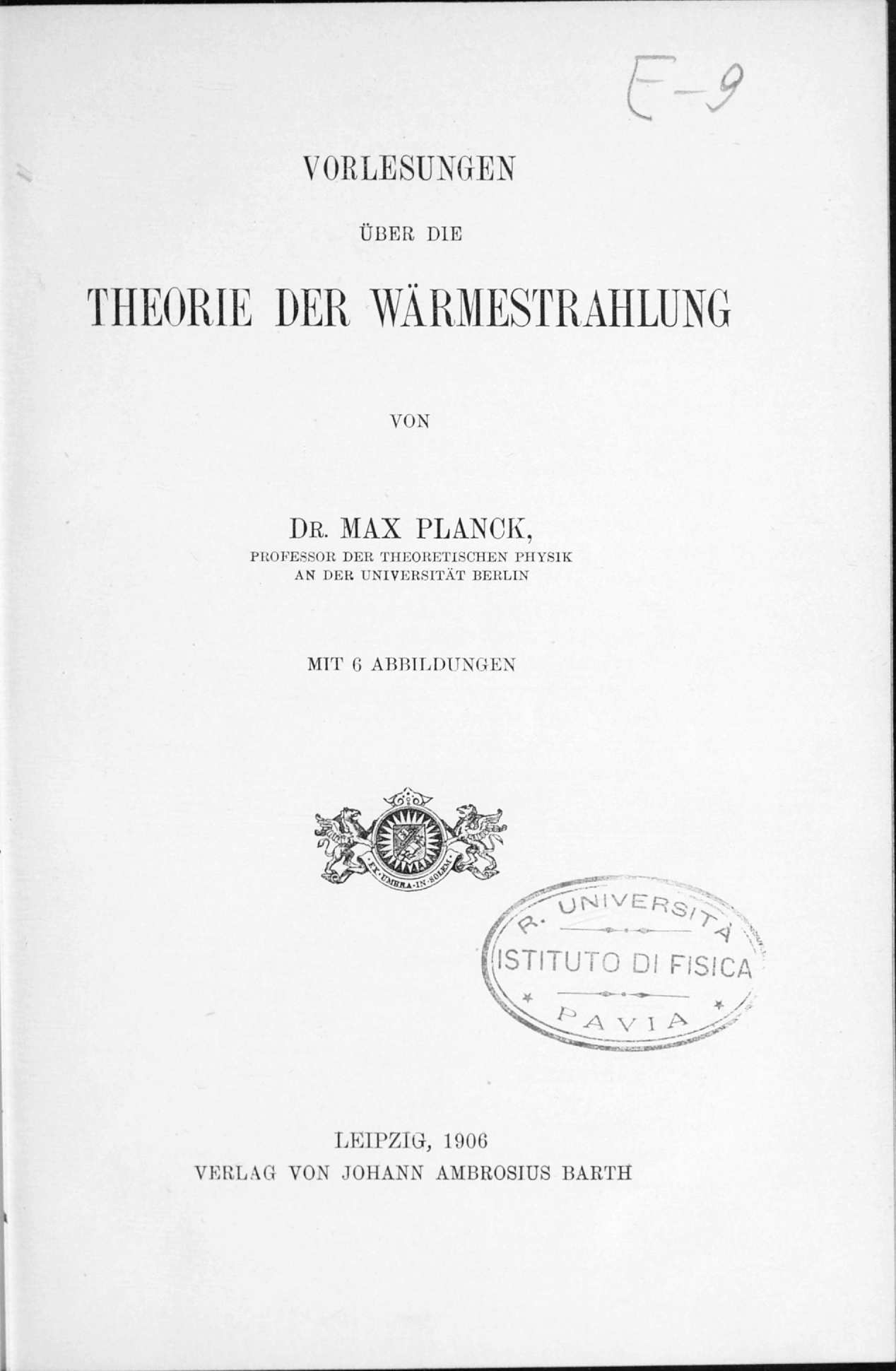
Vorlesungen über die Theorie der Wärmestrahlung, 1906

- On the Law of Distribution of Energy in the Normal Spectrum. Annalen der Physik, vol. 4, p. 553 ff (1901).
- Treatise on Thermodynamics. London, Longmans & Green, 1903.
- Vorlesungen uber die theorie der warmestrahlung. 1906.
- Prinzip der Erhaltung der Energie, Leipzig, Benedictus Gotthelf Teubner, 1908.
- Vorlesungen über Thermodynamik, Paris, Librairie scientifique Hermann et C.ie, 1913.
- The theory of heat radiation. Philadelphia, P. Blakiston's Son & Co, 1914, (traduzione in inglese di Vorlesungen uber die theorie der warmestrahlung).
- Eight lectures on theoretical physics, delivered at Columbia University in 1909. New York, Columbia University Press, 1915.
- The origin and development of the quantum theory. Oxford, The Clarendon press, 1922.
- The Universe In The Light Of Modern Physics. London, George Allen & Unwin Ltd., 1931.